# رود راش II
رود راش II (بالإنجليزية: Road Rash II)‏ ، هي لعبة فيديو إلكترونية من تطوير ونشر شركة إلكترونيك آرتس سنة 1992م ، وتعمل حصراً لنظام سيجا ميجا درايف ، وهي الجزء الثاني من سلسلة رود راش لرياضة الدراجات النارية في الشوارع.

## أماكن اللعبة
توفر مراحل اللعبة في الأماكن الطبيعية بخَمس ولايات أمريكية وهي ألاسكا وهاواي وتينيسي وأريزونا وفيرمونت.

## الموسيقى
قام الموسيقي روب هوبارد بتأليف مجموعة من الخلفيات الموسيقية.